# 神奈川県立神奈川総合産業高等学校
神奈川県立神奈川総合産業高等学校（かながわけんりつ かながわそうごうさんぎょうこうとうがっこう）は、神奈川県相模原市南区文京一丁目に所在する公立の高等学校（男女共学）愛称は主にLiSA（神奈川総合産業高等学校を象徴するLiberal Arts & Science Academyの略で、「教養と科学と技術を学べる学校」という意味）と呼ばれ、他に総合産業（そうごうさんぎょう）と呼ばれることもある。

## 設置学科
全日制課程
- 総合産業科
  - 工学系
  - 情報系
  - 科学系
  - 環境バイオ系
  - リベラルアーツ分野

定時制課程
- 総合学科
  - 工業技術系列
  - 情報技術系列
  - 自然科学系列
  - 人文国際系列

## 概要

### 全体
神奈川県初の総合産業科を設置。また、初の単位制専門学科でもある。工学系、情報系、科学系、環境バイオ系、どの分野にも収まりきらなかった分野からなるリベラルアーツ分野の、4系1分野から、自分の興味のある科目を自由に選択できる。しかし、1年次の時間割は必修履修科目でほぼ構成されるために固定時間割が多い。2年次からは、1週間全ての時間割を自分で選択できるようになる。2009年度から2015年度までSSH（スーパーサイエンスハイスクール）の指定を受けていた。
愛称のLiSAはLiberal Arts & Science Academyの略称であり、iにはInternationalの意味も含まれる。稀にLISAやLisaと表記されるが、これは誤り。定時制総合学科(単位制)を併置し、そちらの愛称はLiSA☆としている。

### 教育理念
- 全日制、定時制ともに教育理念はC3(CHANCE CHALLENGE CREATIVE)となっている。
  - CHANCE：何事もチャンスととらえ
  - CHALLENGE：積極的に挑戦し
  - CREATIVE：創造性豊かな人材の育成
- 学習の流れは生徒自身が作るものとしている。

### 象徴
- 全日制：蝶
- 定時制：星

### 校歌・校章
- 2007年 9月11日から10月31日に募集されることになった。
- 2008年 2月9日に校章のデザインが決まったことが公式サイトで発表された。
- 2011年　再度校歌をつくることに着手した。現在校歌の作成へは至っていない。

### 学期
- 発足当初より前後期からなる2学期制が採用されている。

## 沿革
- 2005年　旧県立相模台工業高等学校が、学校の位置はそのままに、旧県立相模原工業技術高等学校と統合して、県立神奈川総合産業高等学校へ移行
- 2007年　05年次生が第51回日本学生科学賞マイクロソフト賞受賞
- 2008年　スーパーサイエンスハイスクール(SSH)の指定を受ける

## 授業
- 平成29年度から1コマの授業が45分から50分に変更され、LiSAでは一回の授業を2コマ続けて1時限分とするため、100分授業になった。
- 平成29年度から半期で一授業の全カリキュラムが終了するセメスター制を導入している、中には半年で終わらせることが困難と判断された一部教科については今まで通り通年での授業となっているため完全なセメスター制ではない。

## 施設
- 特に環境バイオ系においては県内随一の設備が整っている。

## 学校生活

### 文化祭
- 「LiSA Papillon Festival」
  - この名前は2005年次生(総合産業科第1期生)が提出した案。この案を出したクラスに所属する留学生が発案した。
    - 2009年 10月2日, 10月3日に、第5回「LiSA Papillon Festival（LiSAの果てまでイッテQ）」が開催された。
    - 2010年 10月1日, 10月2日に、第6回「LiSA Papillon Festival（LiSA in Wonderland）」が開催された。
    - 2011年 9月30日, 10月1日に、第7回「LiSA Papillon Festival（神業祭（）－LiSA QUALITY－）」が開催された。
    - 2013年 9月27日, 9月28日に、第9回「LiSA Papillon Festival （Happiness is LiSA）が開催された。
    - 2014年 9月27日, 9月28日に、第10回「LiSA Papillon Festival （The 10th anniversary ～それはLiSAのキセキ～）が開催された。
    - 2015年 9月26日, 9月27日に、第11回「LiSA Papillon Festival （神業祭（））が開催された。
    - 2016年 9月24日, 9月25日に、第12回「LiSA Papillon Festival （百花斉放（））が開催された。
    - 2017年 9月30日, 10月1日に、第13回「LiSA Papillon Festival （夢見祭（））が開催された。

### 運動部活動[1]
- 弓道部
- 剣道部
- 硬式野球部
- 山岳部
- ラグビー部
- 卓球部
- テニス部
- バスケットボール部
- バドミントン部
- バレーボール部
- ボウリング部
- 陸上競技部
- ダンス部

ボウリング部、スケート部では全国大会に出場。
野球部はH24年度甲子園神奈川県予選で強豪の麻溝台高校に初勝利。校歌がない事でも話題になった。
相模台工時代、漆黒のジャージで高校ラグビーの頂点を極めた歴史のあるラグビー部は、校舎建設で一時休部となったが2011年に新たにLiSA高ラグビー部として復活。H24年度の新人戦では生田高校との合同チームでBEST16になった。H23年度から2連覇時代の顧問である日原修先生が着任しH24年の神奈川県花園予選で初勝利をあげ、H25年からは数少ない公立高校のラグビー部として人気が上がり、部員数も増えて今も単独チームとして活動している。

### 文化部活動
- M.E.S.(Multicultural Exchange Society)部
- アコースティックギター部
- 囲碁将棋部
- L.B.T.(LiSA Backstage Technical Staff)部
- エレクトロニクス部
- 演劇部
- 化学工学部
- 機械部
- 軽音楽部
- 写真部
- ジャズバンド部
- デザイン造形部
- 鉄道研究部
- 日本文化部
- 美術部
- 漫画研究部
- ロボメック研究部
- 大道芸部

複数の部活動への加入も認められている。テニス部と軽音楽部、バスケット部とロボメック研究部など、この高校ならではの運動部と文化部を兼部している生徒も多い。

### 同好会活動
- 映像研究同好会
- 調理同好会
- 水泳同好会

なお同好会の上限は生徒会規則により２とされているため、同時に存在していないものと思われる。現在は調理同好会のみ存在している。

### 定時制部活動・同好会
- 陸上競技
- バスケットボール
- バドミントン
- サッカー
- 卓球
- 剣道
- テニス
- 自転車競技
- 軟式野球
- 吹奏楽
- 軽音楽
- 美術
- 写真
- 囲碁・将棋
- 工学研究
- 声劇
- ダンス

### その他
- 広報スタッフ
- 生徒会スタッフ

## 他校との連携
- 相模原中等教育学校、相模女子大学高等部と提携し授業提携、ボランティア活動、国際活動などをしている。神奈川工科大学等、近隣の大学で研究したり、講義を受けている。

## 著名な出身者
- 小柳、ともやん、にっち[要出典] -（夕闇に誘いし漆黒の天使達　ボーカル担当、ベース担当、ドラム担当・YouTuber）

## データ

### 所在地
- 相模原市南区文京1-11-1(相模台工業高等学校の跡地)

### 交通
- 小田急線 相模大野駅 徒歩15分。